# Kanton Borken
Der Kanton Borken war eine Verwaltungseinheit im Distrikt Hersfeld des Departements der Werra im napoleonischen Königreich Westphalen. Hauptort des Kantons und Sitz des Friedensgerichts war die Stadt Borken in heutigen Schwalm-Eder-Kreis. Der Kanton umfasste 10 Gemeinden und 5 Weiler und eine Stadt, war bewohnt von 7.228 Einwohnern und hatte eine Fläche von 1,66 Quadratmeilen.
Die zum Kanton gehörigen Ortschaften waren:
- Stadt Borken mit Marienrode und Gilserhof und die Dörfer
- Arnsbach,
- Nassenerfurth (Nassen-Erfurth),
- Trockenerfurth (Trocken-Erfurth),
- Römersberg,
- Singlis,
- Pfaffenhausen,
- Stolzenbach,
- Zimmersrode mit Haarhausen (Hahrhausen),
- Dillich,
- Waltersbrück,
- Dorheim und
- Neuenhain (Neuenhayn).

Sitz des Friedensgericht war die Stadt Borken. Friedensrichter war Herr Götze. Der Kanton Borken wurde durch den Maire Rodemann, ebenfalls Maire der Kantone Homberg und Frielendorf, geleitet.